# Antonia arenacea
Antonia arenacea är en tvåvingeart som beskrevs av Paramonov 1933. Antonia arenacea ingår i släktet Antonia och familjen svävflugor. Inga underarter finns listade i Catalogue of Life.